# Паранормальное явление 3
«Паранорма́льное явле́ние 3» (англ. Paranormal Activity 3) — фильм ужасов о сверхъестественном 2011 года, снятый Генри Джустом и Эриэлем Шульманом в псевдодокументальном стиле. Фильм является приквелом двух предыдущих частей франшизы «Паранормальное явление». Премьера картины состоялась на Международном кинофестивале в Рио-де-Жанейро (Бразилия) 14 октября 2011 года. В России была выпущена на экраны 20 октября 2011 года.

## Сюжет
В 2005 году Кэти привозит ящик старых видеокассет Кристи и её мужу Дэниелу. Год спустя дом Кристи и Дэниела взламывают, а записи исчезают.
Основная часть фильма происходит за 18 лет до событий первой и второй части фильма, в детстве Кэти и Кристи.
В 1988 году маленькие Кэти и Кристи живут с матерью Джули и её приятелем Деннисом. Кристи начинает общаться с «воображаемым» другом, которого она называет именем Тоби. Деннис замечает, что после этого в доме начинают происходить странные вещи. Когда Деннис и Джули снимают видео в своей спальной на камеру, происходит землетрясение. Когда они побежали к девочкам, камера зафиксировала, что пыль с потолка падала на невидимую фигуру в комнате. Фигура двинулась, и пыль упала на пол.
Посмотрев запись, Деннис замечает это. Он приглашает посмотреть видео друга Рэнди, который предлагает установить камеры в квартире. Этой же ночью Кристи просыпается и начинает разговаривать с кем-то за камерой. Когда Деннис спрашивает её об этом, Кристи говорит, что это был Тоби. После нескольких беспокойных ночей и странных событий Деннис обнаруживает странный символ в чулане у девочек. Позже он находит такой же символ на фотографии женщин в книге про мистицизм. Деннис объясняет Джули, что символ принадлежит ведьмам, которые промывают мозги девочкам и заставляют их рожать сыновей, но Джули не воспринимает это всерьёз.
Через несколько ночей Джули и Деннис уходят, попросив приходящую няню Лизу последить за девочками. Когда девочки засыпают, она идёт на кухню. Через несколько поворотов камеры появляется белая простыня, под которой, похоже, идёт одна из девочек, будто бы играя в привидение. Но за считанные секунды простыня падает на пол. Затем Лиза заходит в комнату девочек и замечает активность за камерой.
На следующий день Кристи заболела, и Джули с Деннисом везут её в больницу. Кэти остаётся с Рэнди и упрашивает его поиграть с ней в Кровавую Мэри. Они идут в ванную и произносят «Кровавая Мэри» три раза, после чего включают свет. Кэти просит попробовать ещё раз, так как ничего не произошло. Когда свет включается во второй раз, Рэнди обнаруживает большой порез на теле. Они хотят выйти из ванной, но их пугает призрачная фигура, промелькнувшая рядом с дверью. Когда Рэнди пытается выйти второй раз, неожиданно начинает падать мебель. После того как Джули и Деннис вернулись, Рэнди в спешке уезжает.
Пока Джули и Деннис спорят о съёмке, невидимая сущность пугает девочек, поднимая Кэти за волосы. После этого Кристи пытается убедить Джули отвезти их к бабушке, но получает отказ. На следующий день Джули заметила, что на кухне с потолка и со стен упала мебель и кухонная утварь, и решает уехать всей семьёй к своей матери. После переезда Деннис устанавливает камеру в спальне. В час ночи они просыпаются от звука подъезжающей машины. Джули говорит, что это её мать, у которой проблемы со сном. Шум всё продолжается, и Джули идёт проверить, что это. Она долго не возвращается, и Деннис идёт её искать. На заднем плане камера улавливает неясную женскую фигуру. Деннис берёт камеру с собой. Сразу идёт в спальню девочек, но их там нет.
Спустившись на первый этаж, он замечает человеческий силуэт за занавеской, который исчезает, когда Деннис входит в комнату. Однако в комнате на стенах он находит странные знаки, включая символ, который был в комнате девочек, а также Печать Бафомета. Деннис выходит на улицу и в гараже обнаруживает мать Джули и несколько других женщин, одетых в чёрное. Он бежит обратно в дом, женщины медленно идут за ним. В доме он замечает Джули на втором этаже. Когда он поднимается, то видит, что она мертва и висит в воздухе. Тело неожиданно падает на Денниса, сбивая его. Он поднимается и видит Кристи, после чего они прячутся в чулане. Что-то бьёт в дверь, но вскоре это неожиданно заканчивается.
Деннис приоткрывает дверь и перед ним пробегает призрачная фигура, издающая громкий звук. Деннис закрывает дверь, через несколько секунд они выходят из чулана и видят плачущую Кэти у тела Джули. Когда Деннис подходит к Кэти, она оборачивается, с демоническим лицом издаёт нечеловеческий вопль, откидывает Денниса в другую часть комнаты и убегает. Деннис, повредив ногу, пытается подползти к Джули, в это время входит её мать и останавливается над ним. Его тело неожиданно изгибается и складывается назад, в результате чего ломается позвоночник, и Деннис умирает. Кэти снова появляется и подходит к бабушке, которая зовёт Кристи. Они поднимаются наверх, Кристи зовёт Тоби. Слышен топот и животное рычание. Начинаются помехи и запись заканчивается.

## В ролях
- Лорен Биттнер — Джули
- Хлоя Ксенджери — Кэти в детстве
- Джессика Браун — Кристи в детстве
- Кристофер Николас Смит — Деннис
- Халли Фут — Бабушка Лоис
- Дастин Ингрэм — Рэнди Розен
- Джоанна Брэдди — Лиза
- Кэти Фезерстон — взрослая Кэти
- Спрэйг Грэйден — взрослая Кристи

## Критика
Фильм получил в основном положительные отзывы кинокритиков. На Rotten Tomatoes обзоры написали 108 критиков, из них 67 % дали фильму положительную оценку.
Картина в 2011-17 годах удерживала рекорд по размеру кассовых сборов в премьерный уик-энд среди хорроров с рейтингом R, собрав 52 миллионов долларов. В 2017 году фильм «Оно» побил этот рекорд, собрав 179 миллионов долларов.